# TM4SF1
TM4SF1 (англ. Transmembrane 4 L six family member 1) – білок, який кодується однойменним геном, розташованим у людей на короткому плечі 3-ї хромосоми.  Довжина поліпептидного ланцюга білка становить 202 амінокислот, а молекулярна маса — 21 632.
| 10         |  | 20         |  | 30         |  | 40         |  | 50         |
| ---------- |  | ---------- |  | ---------- |  | ---------- |  | ---------- |
| MCYGKCARCI |  | GHSLVGLALL |  | CIAANILLYF |  | PNGETKYASE |  | NHLSRFVWFF |
| SGIVGGGLLM |  | LLPAFVFIGL |  | EQDDCCGCCG |  | HENCGKRCAM |  | LSSVLAALIG |
| IAGSGYCVIV |  | AALGLAEGPL |  | CLDSLGQWNY |  | TFASTEGQYL |  | LDTSTWSECT |
| EPKHIVEWNV |  | SLFSILLALG |  | GIEFILCLIQ |  | VINGVLGGIC |  | GFCCSHQQQY |
| DC         |  |            |  |            |  |            |  |            |

A: Аланін

C: Цистеїн

D: Аспарагінова кислота

E: Глутамінова кислота

F: Фенілаланін

G: Гліцин

H: Гістидин

I: Ізолейцин

K: Лізин

L: Лейцин

M: Метіонін

N: Аспарагін

P: Пролін

Q: Глутамін

R: Аргінін

S: Серин

T: Треонін

V: Валін

W: Триптофан

Локалізований у мембрані.